# Estadio Municipal (Bacău)
El Stadionul Municipal es un estadio multiusos ubicado en la ciudad de Bacau en Rumania. Desde 2014 el estadio permanece cerrado pendiente de remodelaciones.

## Historia
El estadio fue inaugurado en 1966 y fue la sede del FCM Bacău de 1966 a 2012 y del SC Bacău de 2010 a 2013. Ha sido renovado en varias ocasiones; en 2014 se aprobó un proyecto de modernización para el estadio, con la consecuencia de que la capacidad sería reducida a 15,000 espectadores a cambio de facilidades modernas. Sin embargo, poco antes de que los trabajos iniciaran, el proyecto fue paralizado y el estadio cerrado al declararse inusable.
En el verano de 2017 se reinició el proyecto de modernización del estadio. La Municipalidad de Bacău recaudó fondos para continuar con los trabajos.